# Iván Saquicela
Iván Patricio Saquicela Rodas (Cuenca, 13 de marzo de 1975) es un jurista y político ecuatoriano. Fue presidente de la Corte Nacional de Justicia entre 2021 y 2024. Fue candidato para las elecciones presidenciales de 2025 en representación del movimiento Democracia Sí, quedando en último lugar.

## Biografía
Nació el 13 de marzo de 1975, en la ciudad ecuatoriana de Cuenca. Tras realizar en Ciencias sociales y Políticas en la Universidad de Cuenca, obtuvo el título de abogado. Obtuvo un diplomado superior en Derecho procesal en la misma casa de estudios.
Se especializó en Ciencias Penales y Criminología, en el Instituto Jorge Zavala Baquerizo de la Universidad de Guayaquil, y en Derecho penal y Justicia indígena en Universidad Regional Autónoma de los Andes (UNIANDES). Tiene una maestría en Ciencias penales y Criminológicas, en la UNIANDES. También es candidato a un doctorado en la Universidad Católica Argentina.

### Vida pública
Fungió como coordinador regional (1998-1999), y secretario nacional (1998-2000) de Amnistía Internacional.
Se desempeñó como concejal alterno (2000-2002), y concejal principal (2003-2007) de Cuenca. Durante este tiempo, fue presidente ocasional del Concejo Cantonal de Cuenca (2005-2007).En julio de 2007, fue designado fiscal de Cuenca, desempeñando el cargo hasta febrero de 2015.También fue catedrático en la Universidad de Cuenca y en la Universidad Católica de Cuenca.

### Corte Nacional de Justicia

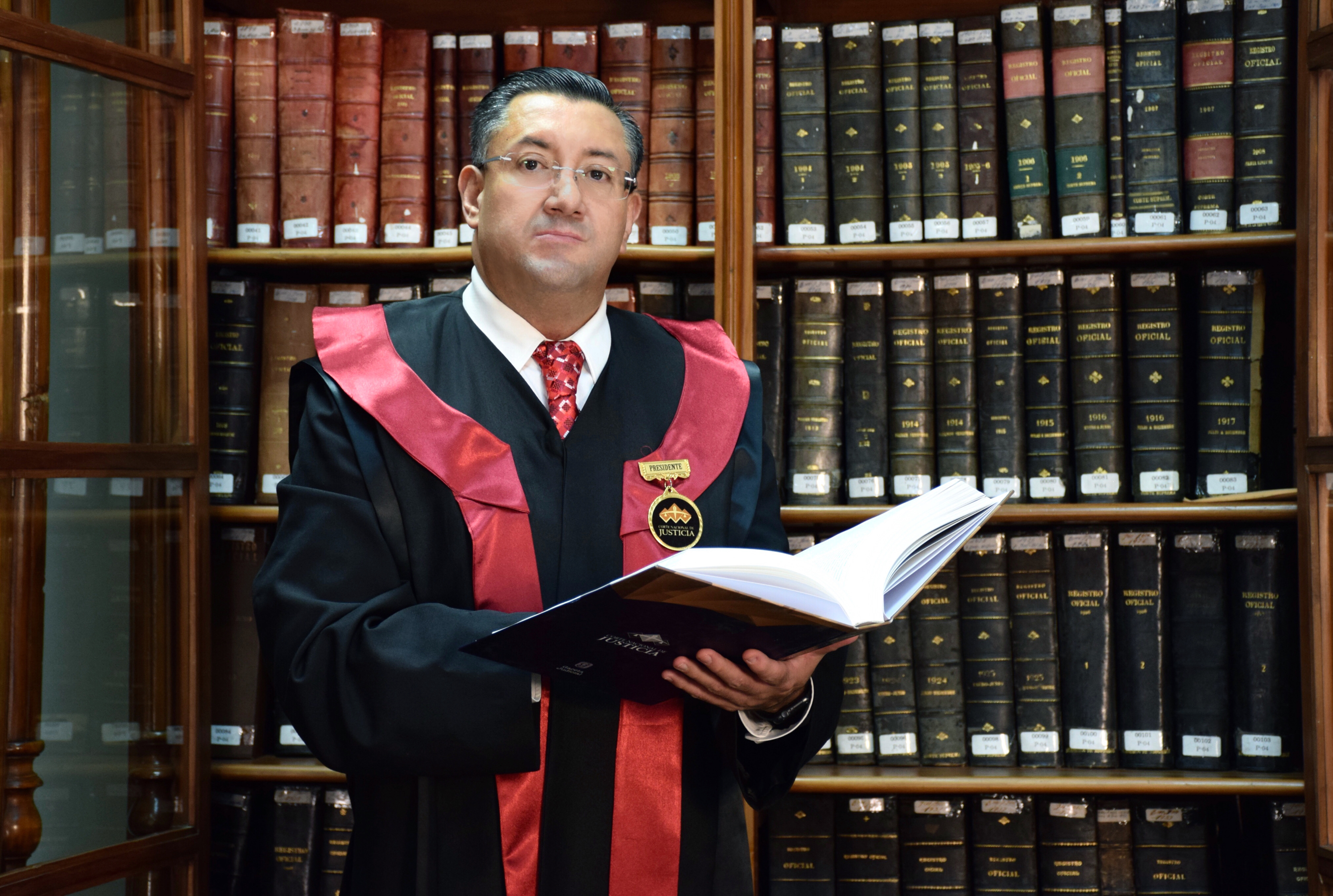
Iván Saquicela con la vestimenta de magistrado.

En abril del 2015, fue posesionado conjuez nacional de la Sala de lo Contencioso Administrativo y de lo Penal de la Corte Nacional de Justicia, fungiendo este cargo hasta enero de 2018. El concurso fue cuestionado, porque se detectaron varias anomalías, como que el sistema que no se utilizó para la selección de personal judicial y el proceso se llevó de forma manual. Tampoco se publicaron resultados de todas las fases del concurso y los documentos entregados por los postulantes para la fase de méritos, fueron puntuados de manera discrecional.También se dijo que en la selección fueron escogidas personas cercanas al presidente del Consejo de la Judicatura, Gustavo Jalkh. Mientas que Contraloría encontró 23 presuntas anomalías en el concurso de jueces.Luego fue nominado en febrero de 2018, como juez nacional de la Sala Penal, siendo su presidente en 2021.El 5 de febrero de 2021, fue elegido presidente de la Corte Nacional de Justicia (CNJ).
El 20 de mayo de 2022, fue suspendido de sus funciones por una "infracción gravísima de manifiesta negligencia establecida en el art. 109, numeral 7 del Código Orgánico de la Función Judicial (COFJ)", debido al retardo en la tramitación de un caso de extradición. El denunciante de este mismo caso luego presentó otra denuncia por una presunta extorsión de Saquicela como presidente de la Corte Nacional, para que el abogado retire del Consejo de la Judicatura la denuncia disciplinaria en su contra.  
La noche del 6 de febrero de 2024, durante una crisis en la Función Judicial, renunció a la presidencia de la CNJ; quedando el organismo en acefalia. Esa misma noche, el Consejo de la Judicatura (CJ), mediante un comunicado anunció que Saquicela ya había sido notificado con el cese de sus funciones, por lo que no podía renunciar, y debía retornar a su cargo de origen el 7 de febrero.

### Candidatura presidencial de 2025
El 23 de julio de 2024, presentó su renuncia de forma irrevocable al cargo de juez de la Corte Nacional de Justicia ante el Consejo de la Judicatura; para participar como candidato en las elecciones de 2025.
El 13 de agosto siguiente, fue elegido por el partido político Democracia Sí, como precandidato presidencial en las elecciones de 2025.
Entre sus primeras propuestas, estuvieron eliminar el Consejo de la Judicatura y el Consejo de Participación Ciudadana y Control Social.

## Controversias

### Denuncias de corrupción

#### Denuncia como concejal de Cuenca
En 2006, cuando Saquicela era concejal, el Comité Ejecutivo de Izquierda Democrática intentó sancionarlo por haber pertenecido a la red de captación ilegal de dinero del notario de Machala José Cabrera, a quien le entregó dinero con el fin de recibir intereses de usura. En 2024, en una entrevista, Saquicela negó que haya invertido con el notario Cabrera, pero informaciones de la época (2006) demuestran que entonces admitió ese hecho como una "ingenuidad". En el proceso que le inició su partido político en 2006 se demostró que Saquicela y sus hermanos sí recuperaron sus depósitos y obtuvieron ganancias ilegales.
Luego del proceso interno y pese a que se demostró su responsabilidad en este caso, la Izquierda Democrática no sancionó a Saquicela, lo que provocó la dimisión de un grupo de militantes con años de actividad en rechazo a la falta de una sanción disciplinaria al concejal. La protesta fue encabezada por el vicealcalde de Cuenca, Jorge Piedra.

#### Denuncias como Juez de Corte Nacional
Saquicela ha sido denunciado en varias ocasiones por casos de corrupción.
En 2018, Saquicela dejó libre a Jorge Luis Zambrano, alias Rasquiña, uno de los más peligrosos narcotraficantes de Ecuador, al revocar su prisión por tráfico de drogas. El líder de Los Choneros luego fue asesinado el 28 de diciembre de 2020.Cuestionado sobre el caso, dijo que él resuelve en derecho, revisa la causa y las pruebas y no se fija en nombres de los acusados. Otro juez fue suspendido antes por rebajar la pena que pesaba sobre Zambrano.
En mayo de 2023, Fernando Villavicencio, quien meses después sería asesinado cuando era candidato a presidente de la república, denunció que Saquicela tenía un plan para echar abajo la sentencia de Rafael Correa en el caso Sobornos, tras un acuerdo con el movimiento Revolución Ciudadana. A eso se sumaron las presiones de Saquicela para impulsar el juicio político al entonces presidente Guillermo Lasso.
El 5 de septiembre de 2024 un testigo protegido denunció que Saquicela recibió 30.000 dólares para que se fije una audiencia de interés para una empresa.
El testigo, un exfuncionario del Consejo de Judicatura, afirmó también que empresas privadas que tenían problemas tributarios y laborales pendientes de resolución judicial pagaron a Saquicela y otros funcionarios un doctorado honoris causa en México, con viaje incluido. El costo fue de aproximadamente 20.000 dólares, incluyendo viáticos, pasajes, hotel y traslados, según la denuncia.
El testigo explicó que Saquicela trabajó para impulsar la postulación de Wilman Terán, luego apresado por casos de corrupción, como presidente del Consejo Nacional de la Judicatura. Después de su posesión, Terán se reunió con Saquicela para acordar cómo se repartirían las direcciones y otras dependencias de la Judicatura.
El acusado Saquicela no negó que haya recibido el pago de empresas privadas para comprar el doctorado honoris causa, aunque dijo que no gestionó el pago y que el monto era menor al que se indicó en la denuncia.